# Isabelle Oehmichen
 (mai 2019).
Si vous disposez d'ouvrages ou d'articles de référence ou si vous connaissez des sites web de qualité traitant du thème abordé ici, merci de compléter l'article en donnant les références utiles à sa vérifiabilité et en les liant à la section « Notes et références ».
Pour les articles homonymes, voir Oehmichen.
Isabelle Oehmichen est une pianiste française née à Paris le 9 mars 1961.

## Biographie
Elle est élève au lycée Racine (Paris).
Elle est premier grand prix 1989 du concours international de piano Milosz Magin et lauréate 1993 de la Fondation Georges Cziffra. Isabelle Oehmichen se destinait à la danse classique, sa passion, mais après une fracture de la cheville, elle commence véritablement le piano à 17 ans. Elle débute comme pianiste à l’Opéra de Paris et accompagne les danseurs étoile : Noëlla Pontois, Patrick Dupond, Michael Denard, etc.
Après des années de travail acharné, Isabelle Œhmichen joue comme soliste dans toute l’Europe et particulièrement en Europe centrale. Elle donne chaque année de nombreux récitals, des concerts en musique de chambre ou avec orchestre. Elle participe souvent à des émissions de radio et de télévision (récital filmé à Zelazowa Wola, maison natale de Chopin ou le 2e Concerto de Saint-Saëns à l’Académie Franz Liszt de Budapest en direct sur Bartók Radio...).
Isabelle Œhmichen a déjà enregistré plusieurs CD d’œuvres de Chopin, Magin, Sauguet, Collet, Liszt, des concertos avec orchestre de Weiner, Wissmer, Mozart, Dohnanyi. Elle est aussi directrice artistique de l’A.M.F.H. (Association Musicale Franco-Hongroise) à Paris. Très attachée à l’enseignement aux adultes amateurs, elle a créé avec le chef d'orchestre hongrois Richard Weninger une Académie Internationale d’été de Musique de Chambre à Budapest, ouverte à tous. Isabelle Œhmichen a également fondé en 2006 le Trio Primavera, trio franco-hongrois (piano, violon et violoncelle) qui se produit régulièrement en France et en Hongrie notamment.
Du 24 au 26 septembre 2009, Isabelle Œhmichen enregistre au studio 4’33” à Ivry-sur-Seine un ensemble de nocturnes de Carl Czerny (Éditions Hortus, 2010) .